# Владник (Бакау)
Владник (рум. Vladnic) насеље је у Румунији у округу Бакау у општини Паринча. Oпштина се налази на надморској висини од 246 m.

## Становништво
Према подацима из 2002. године у насељу је живело 899 становника, од којих су сви румунске националности.